# St. Martin’s Island
St. Martin's Island, bengalische Sprache: সেন্ট মার্টিন্স দ্বীপ, auch Coconut Island, ist die südlichste Insel und einzige Koralleninsel der Volksrepublik Bangladesch.
Die Insel liegt tief im Süden des Landes im Golf von Bengalen, nur wenige Kilometer westlich der Küste von Myanmar: Sie umfasst eine Fläche von ca. 8 km² (bzw. laut Karte deutlich weniger), die jedoch aufgrund des ansteigenden Meeresspiegels und der Erosion am Korallenriff langsam, aber kontinuierlich abnimmt. Die Länge in Nord-Süd-Richtung beträgt etwa 10 km und die maximale Breite 1,5 km. Gleichzeitig ist die Anzahl der Einwohner, die überwiegend im Norden der Insel leben, nicht zuletzt aufgrund der allgemeinen Bevölkerungsentwicklung in Bangladesch auf nunmehr geschätzte gut 7.000 angestiegen.
Bildeten früher Fischfang oder Landwirtschaft, insbesondere der Anbau bzw. die Nutzung der Kokospalme sowie in ganz deutlich geringerem Umfang der Anbau von Reis und sonstigen Getreidesorten oder anderen Früchten die lokale Grundlage und Haupterwerbsquelle, so dominiert heutzutage der (überwiegend lokale) Tourismus das Wirtschaftsleben – dass das Eiland bisher dabei noch nicht vom internationalen Tourismus in Besitz genommen wurde, begründet sich vor allem durch ihre abgelegene Lage: Es besitzt auch keinen eigenen Flughafen und kann nur mit Fähren von den Häfen Cox’s Bazar und Teknaf erreicht werden, die beide im südlichsten Verwaltungsdistrikt des Landes (Cox’s Bazar (Distrikt)) liegen.
Mitte Mai 2023 wurde die Insel vom Zyklon Mocha der Kategorie 5 mit geschätzten Windgeschwindigkeiten von bis zu 315 km/h und Wellenhöhen von bis zu 15 m überrollt; Folgen und Schäden waren zunächst unklar.